# Татусь із доставкою (фільм)
«Татусь із доставкою» (англ. Delivery Man) — американська комедія режисера Кена Скотта (був також сценаристом), що вийшов 2013 року.
У головних ролях Вінс Вон, Кріс Претт. Стрічка є рімейком французько-канадійського фільму «Старбакс» (2011).
Продюсерами був Андре Роло. В Україні прем'єра фільму запланована на 28 листопада 2013 року, у США на 22 листопада 2013 року.

## Сюжет
Девід Возняк звичайний бруклінський розвізник, що працює у свого батька, він веде безтурботне життя. Проте у його житті почалася чорна смуга. Девід заліз по вуха у борги, його погрожує звільнити його ж батько, а вагітна дівчина йому відмовила. Але змінити свої погляди на життя Девіда змусила шокуюча новина: через помилку у банку сперми він став біологічним батьком 533 дітей, а 142 з них намагаються знайти його.

## У ролях
| Актор              | Персонаж                               | Роль               |
| ------------------ | -------------------------------------- | ------------------ |
| Вінс Вон           | Девід Возняк (англ. David Wozniak)     | донор банку сперми |
| Кріс Претт         | Бретт (англ. Brett)                    | друг Девіда        |
| Кобі Смолдерс      | Емма (англ. Emma)                      | дівчина Девіда     |
| Анджей Блюменфельд | Миколай Возняк (англ. Mikolaj Wozniak) | тато Девіда        |
| Саймон Делані      | Віктор (англ. Victor)                  |                    |
| Брітт Робертсон    | Крістен (англ. Kristen)                |                    |
| Джек Рейнор        | Джош (англ. Josh)                      |                    |
| Меттью Даддаріо    | Ченнінг (англ. Channing)               |                    |
| Ґленн Флешлер      |                                        | власник кав'ярні   |
| Джей Лено          | Джей Лено (англ. Jay Leno)             | камео              |
| Білл Мар           | Білл Мар (англ. Bill Maher)            | камео              |

## Створення
На початку фільмування стрічка мала назву оригінального фільму, проте пізніше її було змінено на «Татусь з доставкою» (англ. Delivery Man).

## Сприйняття

### Критика
Станом на 19 листопада 2013 року рейтинг очікування фільму на сайті Rotten Tomatoes становив 95 % зі 17,388 голосів, на Kino-teatr.ua — 75 % (4 голоси).
Фільм отримав змішано-негативні відгуки: Rotten Tomatoes дав оцінку 36 % на основі 99 відгуків від критиків (середня оцінка 4,9/10) і 56 % від глядачів із середньою оцінкою 3,4/5 (24,960 голосів). Загалом на сайті фільми має негативний рейтинг, фільму зарахований «гнилий помідор» від кінокритиків і «розсипаний попкорн» від глядачів, Internet Movie Database — 5,9/10 (1 298 голосів), Metacritic — 44/100 (31 відгук критиків) і 5,3/10 від глядачів (15 голосів). Загалом на цьому ресурсі від критиків і від глядачів фільм отримав змішані відгуки.

### Касові збори
Під час показу у США, що почався 22 листопада 2013 року, протягом першого тижня фільм показали у 3,036 кінотеатрах і він зібрав 7,944,977 $, що на той час дозволило йому зайняти 4 місце серед усіх прем'єр. Станом на 28 листопада 2013 року показ фільму триває 7 днів (1 тиждень) і показ зібрав у прокаті у США 12,522,000 $, а у решті світі — 1,200,000 $, тобто 13,722,000 $ загалом при бюджеті 26 млн $.